# 釜戸温泉
釜戸温泉（かまどおんせん）は、岐阜県瑞浪市釜戸町（旧国美濃国）にある温泉。

## 泉質
- 弱放射能冷鉱泉（ラドン含有量が多い）
  - 泉温　15°C

## 温泉地
土岐川沿いの丘陵に一軒宿の「釜戸温泉　水月館」が存在する。
旅館の名物である虹鱒の甘露煮は蜂蜜と薬草を使用している。

## 歴史
旅館の創業は120年以上（明治時代中期）とされる。

## アクセス
- JR中央本線釜戸駅より徒歩5分。

- 中央自動車道瑞浪ICより国道19号経由、車で15分。